# Morane-Saulnier MS.225
Die Morane-Saulnier MS.225 war ein französisches Ganzmetall-Jagdflugzeug von 1932. Konstruktionsgrundlage dieses ersten französischen Jägers mit kompressorunterstütztem Sternmotor war die Nieuport-Delage 629.

## Geschichte
Die Maschine wurde 1932 auf der Flugzeugausstellung Salon de l'aéronautique in Paris erstmals vorgestellt und ging nach der erfolgreichen Erprobung sofort in Serie. Von den 75 hergestellten Flugzeugen gingen 55 ab 1933 an die französischen Luftstreitkräfte, wo sie in der Klasse C.1 (Eindecker) eingesetzt wurden. Ab Februar 1934 wurden weitere 16 Maschinen an die Marine und drei Maschinen an die chinesischen Luftstreitkräfte geliefert. Zu Beginn des Zweiten Weltkrieges waren noch etwa 20 Maschinen einsatzbereit; bis Mitte 1940 wurden die letzten Maschinen verschrottet.

## Verwendung
Die MS.225 waren in zwei Staffeln beim 7. Jagdgeschwader (escadre) in Dijon und beim 42. Geschwader in Reims stationiert. 1936/37 wurde sie allmählich aus der ersten Reihe der Jagdflugzeuge zurückgezogen. Die Marinefliegerstaffel 3C1 in Marignane verwendete das Flugzeug bis 1936, danach wurde es an die Jagdgruppe 11/8 abgegeben und im Juli 1938 außer Dienst gestellt. Die Kunstflugstaffel Patrouille Acrobatique der Flugschule in Étampes flog von 1934 bis 1938 fünf MS.226. Zuletzt erhielt die Flugschule in Salon-de-Provence, deren Kunstflugstaffel noch 1939 in Belgien auftrat, das Muster in einer Stückzahl von 15.

## Versionen

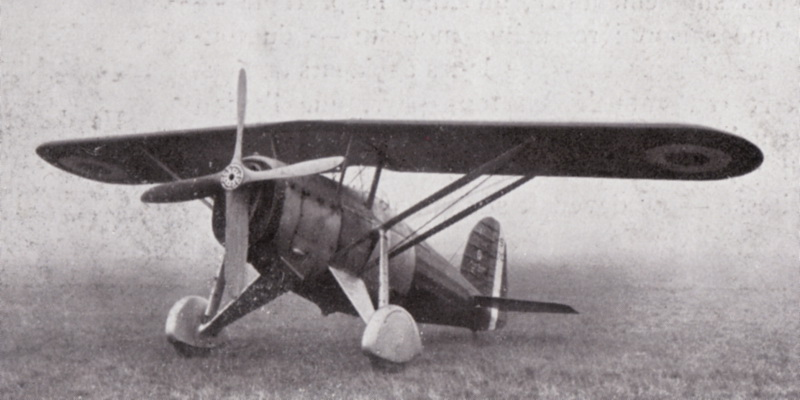
Morane-Saulnier MS.227

- MS.225, mit 9-Zylinder-Sternmotor Gnome 9Krsd, 500 PS (373 kW)
- MS.226, Flugzeugträgervariante von 1933 mit Fanghaken am Hinterrumpf
- MS.226bis, MS.226 mit einklappbaren Tragflächen von 1934
- MS.227, Testversion mit V12-Motor Hispano-Suiza 12Xcrs, 690 PS (508 kW) und Vierblattluftschraube, Erstflug 1933
- MS.275, mit 9-Zylinder-Sternmotor Gnome-Rhone 9Krse, 690 PS (508 kW), geänderten Tragflächen und Leitwerk, Erstflug 1934, Höchstgeschwindigkeit 348 km/h in 4000 m Höhe
- MS.278, auf 14-Zylinder-Diesel-Doppelsternmotor Clerget 14Fos mit 520 PS (383 kW) umgerüstete MS.225

## Aufbau
Der Hochdecker in Gemischtbauweise mit leicht gepfeilter, dreiteiliger Tragfläche und gegenüber dem Vorgängermodell MS.224.01 verstärkten Rumpf wurde in der Ursprungsversion von einem Gnome-9Krsd-Sternmotor mit Kompressor angetrieben. Der stoffbespannte Tragflügel bestand aus zwei Holmen aus Duraluminium-Vierkantrohren sowie Kastenrippen aus Spruce und Sperrholz. Das Mittelstück wurde durch zwei ausgekreuzte, gegeneinander verspannte Strebenpaare über dem Rumpf befestigt, die Außenflächen waren links und rechts durch ein ausgekreuztes Strebenpaar gegen den Rumpf abgestützt. Dieser wurde aus einem Fachwerk aus Duraluminium gebildet, das im Triebwerksbereich mit Aluminiumblechen beplankt und im übrigen Teil mit Stoff bespannt war. Die Querruder verliefen über die gesamte Hinterkante der Außenflügel. Das Leitwerk der MS.225 bestand aus einem Duraluminiumgerüst mit Stoffbespannung, das Höhenruder war im Gegensatz zum Seitenruder ausgeglichen. Die Höhenflosse war im Flug verstellbar ausgelegt und zur Seitenflosse und Rumpfunterkante hin verspannt. Das nicht einziehbare Spornrad-Fahrwerk mit verkleideten Rädern hatte eine auffällig große Spurbreite.

## Militärische Nutzung
China
3 Exemplare
 Frankreich
- Armée de l’air
- Aéronavale

## Technische Daten
| Kenngröße             | Daten (MS.225) |
| --------------------- | --- |
| Besatzung             | 1 |
| Länge                 | 7,24 m |
| Flügelspannweite      | 10,56 m |
| Höhe                  | 3,29 m |
| Flügelfläche          | 17,20 m² |
| Flügelstreckung       | 6,4 |
| Flügelpfeilung        | 13° |
| Flächenbelastung      | 92 kg/m² |
| Leistungsbelastung    | 3,2 kg/PS |
| Flächenleistung       | 29,1 PS/m² |
| Leermasse             | 1217 kg |
| Startmasse            | 1580 kg |
| Antrieb               | 1 × 9-Zylinder-Sternmotor Gnome-Rhône 9Kdrs, 500 PS (368 kW)                                                          |
| Kraftstoffvorrat      | 300 l |
| Ölvorrat              | 30 l |
| Höchstgeschwindigkeit | 277 km/h in Bodennähe 333 km/h in 4000 m Höhe 328 km/h in 5000 m Höhe 312 km/h in 7000 m Höhe 302 km/h in 8000 m Höhe |
| Steigzeit             | 7,8 min auf 4000 m Höhe 10,1 min in 5000 m Höhe 16,7 min auf 7000 m Höhe 21,6 min auf 8000 m Höhe                     |
| Reichweite            | 750 km |
| Dienstgipfelhöhe      | 9500 m |
| Bewaffnung            | 2 × 7,7-mm-Vickers MG                                                                                                 |